# دفنیس (قمر)
دفنیس (به انگلیسی: Daphnis)، ( DAF-nis; یونانی: Δάφνις) از قمرهای داخلی سیاره زحل است که با نامزحل XXXV هم شناخته شده است. نام موقت آن اس/۲۰۰۵ اس ۱ است.
دفنیس حدود۸ کیلومتر قطر دارد.